# (6418) Hanamigahara
(6418) Hanamigahara  es un asteroide perteneciente al cinturón de asteroides, descubierto el 8 de diciembre de 1993 por Takao Kobayashi desde el Observatorio de Ōizumi, en Japón.

## Designación y nombre
(6414) Mizunuma se designó inicialmente como 1993 XJ.
Más adelante fue nombrado por Hanamigahara, un hermoso parque forestal en la parte norte del pueblo de Kurohone, prefectura de Gunma.

## Características orbitales
(6418) Hanamigahara orbita a una distancia media del Sol de 2,260 ua, pudiendo acercarse hasta 2,017 ua y alejarse hasta 2,502 ua. Tiene una excentricidad de 0,107 y una inclinación orbital de 6,149° grados. Emplea en completar una órbita alrededor del Sol 1240,65 días.

## Características físicas
Su magnitud absoluta es 13,13. Tiene 6,386 km de diámetro. Su albedo se estima en 0,329.